# Andromaque (tragédie lyrique)
Pour les articles homonymes, voir Andromaque (homonymie).
Personnages
- Andromaque, Veuve d'Hector, captive de Pyrrhus, mère d'Astyanax (dessus)
- Pyrrhus, Fils d'Achille, Roi d'Épire (haute-contre)
- Hermione, Fille de Ménélas et d'Hélène, fiancée à Pyrrhus (bas-dessus)
- Oreste, Fils d’Agamemnon, ex-fiancé d'Hermione (basse-taille)
- Phœnix, Gouverneur d'Achille, puis de Pyrrhus (basse-taille)

Andromaque est un opéra en trois actes du compositeur André Grétry, sur un livret adapté d’Andromaque de Racine par Louis-Guillaume Pitra. La première a eu lieu le 6 juin 1780 à l'Académie royale de Musique de Paris.
Dédiée à la duchesse de Polignac, il s’agit de l'unique tragédie lyrique de Grétry.

## Distribution de la création
| Rôle       | Typologie vocale | Création, 6 juin 1780    |
| ---------- | ---------------- | ------------------------ |
| Andromaque | soprano          | Rosalie Levasseur        |
| Pirro      | ténor            | Joseph Legros            |
| Hermione   | soprano          | Marie-Joséphine Laguerre |
| Oreste     | baryton          | Henri Larrivée           |
| Phoenix    |                  |                          |

## Argument

### Acte premier
Le théâtre représente un vaste salon du palais de Pyrrhus. Les colonnes sont décorées de boucliers, de faisceaux d'armes ; le trône de Pyrrhus, soutenu par deux lions, est presque sur l'avant-scène, à gauche.
Les suivantes d'Hermione tentent de la convaincre que Pyrrhus, qu'elle aime et à qui elle est fiancée, cèdera bientôt à ses apprêts. Oreste, l'amant éconduit d'Hermione, et les peuples grecs viennent demander à Pyrrhus qu'on leur livre Astyanax, le fils d'Hector et d'Andromaque, pour que son trépas expie les meurtres de son père.
Mais l'altier Pyrrhus, amoureux d'Andromaque sa captive, monte sur ses ergots et choisit de protéger la mère et l'enfant face à la menace grecque. Pourtant, Andromaque refuse ses avances, jurant de rester fidèle au souvenir d'Hector. Excédé, Pyrrhus promet de se venger sur son fils : il se retourne vers Hermione pour la grande félicité de celle-ci et le désespoir d'Oreste.

### Acte deuxième
Le théâtre représente, dans le fond, la mer et les vaisseaux qui ont amené les ambassadeurs de la Grèce ; à droite et à gauche sont les faces du palais de Pyrrhus, séparées de la mer par une balustrade de marbre, avec un passage au milieu.
Les Grecs tentent de calmer la rage furibonde d'Oreste. Ce dernier veut enlever Hermione et l'arracher malgré elle aux tendres bras de Pyrrhus. Hermione survient, songeant avec délectation aux délices de ses noces prochaines. Elle croise Andromaque qui, jouant les suppliantes, lui demande la miséricorde pour son fils et elle-même. Elle l'ignore et se retire.
Andromaque sait qu'en s'offrant à Pyrrhus, elle sauverait les jours de son fils, mais elle ne peut s'y résoudre et évoque le souvenir de son époux pour fortifier son courage. Pyrrhus vient livrer Astyanax aux Grecs. Andromaque et ses suivantes le conjurent de changer d'avis. Gagné par la commisération, il décide magnanimement d'épargner l'enfant. Il gagne ainsi l'attachement d'Andromaque qui consent finalement à l'épouser pour sauver son fils, même si elle prévoit de s'occire après la cérémonie par fidélité envers Hector.
Hermione arrive avec le cortège de son propre hyménée et se voit rejetée par Pyrrhus. Au comble de l'ire, elle convoque Oreste et imagine un chantage effroyable et odieux : s'il veut l'épouser, il devra immoler Pyrrhus. Horrifié, Oreste proteste mais se résigne pourtant par amour à commettre ce geste ignominieux.

### Acte troisième
Le théâtre représente un site triste, planté de cyprès et autres arbres funèbres, semés çà et là sans ordre et sans symétrie ; sur l'avant-scène sont un socle de marbre noir et une urne sépulcrale où reposent les cendres d'Hector.
Andromaque se recueille une dernière fois sur la tombe du feu son époux Hector avant de s'unir à Pyrrhus. Tandis qu'Andromaque se prépare à son union, Hermione, prise de démence, attend la mort prochaine de celui qu'elle hait amoureusement. Au milieu des réjouissances, Oreste paraît suivi de soldats grecs les armes à la main : alors que Pyrrhus reconnaît Astyanax pour le Roi des Troyens, un combat s'engage entre les deux partis ; Pyrrhus trouve la mort. 
Oreste annonce avec fierté à Hermione que son ordre est accompli et attend de voir son brandon récompensé. Mais celle-ci, prenant conscience de la vilenie de ses machinations, les désavoue et rejette le crime et l'homicide. Elle se précipite sur la dépouille de Pyrrhus en se poignardant. Oreste, resté seul, est assailli de folles visions fantomales et s'effondre dans les bras des Grecs désolés.

## Genèse
L’émergence d’une nouvelle génération de compositeurs français comme François-André Danican Philidor, Pierre-Alexandre Monsigny ou François-Joseph Gossec à la Cour de Louis XV a occasionné une profonde rupture artistique. Notoire depuis le milieu des années 1760, l’émulation, qui a résulté de cette révolution esthétique, a généré un climat frénétique singulier propice à la création d’ouvrages ambitieux. Ce mouvement atteint le faîte de sa ferveur avec les grands succès populaires de Christoph Willibald Gluck à partir de 1774 : Iphigénie en Aulide, Orphée et Eurydice et Iphigénie en Tauride.

Dans cet engouement déjà particulier, la presse rend compte d’une effervescence peu ordinaire au printemps 1778 : 

« Celui de tous les spectacles qui fixera probablement l’attention du public à l’ouverture sera vraisemblablement l’Opéra, soit relativement au changement d’administration, soit relativement aux nouveautés que l’on attend »

— Journal de Paris, 23 avril 1775.
Le nouveau directeur de l’Académie royale de Musique succédant à Pierre-Montan Berton, Anne-Pierre-Jacques Devismes du Valgay, a engagé des réformes draconiennes : modification des proportions et de l’aménagement de la scène et de l’orchestre, rétablissement de spectateurs sur le théâtre… Mais c’est sa politique artistique engagée qui interpelle le plus. En sus d’exhumer des ouvrages anciens du répertoire français afin de les confronter aux productions les plus contemporaines, il lance une politique de créations lyriques et chorégraphiques tous azimuts.
C’est dans ce cadre qu’un projet des plus ambitieux, mettre en musique Andromaque, l’une des plus célèbres tragédies de Jean Racine, voit le jour. Alors que l’on destinait à Grétry le livret d’Iphigénie en Tauride de Nicolas-François Guillard, cette tragédie finit par être concédée à Gluck, si bien que l’on offre à Grétry l’adaptation d’Andromaque en guise de dédommagement. 
En faisant appel à Grétry, pour imaginer de transformer une tragédie de Racine en tragédie lyrique, Devismes était sûr de susciter la curiosité et l’affluence du public aux portes du théâtre. En effet, en sus d’adapter un des piliers identitaire du répertoire théâtral national, pièce quasi sacralisée, Grétry était unanimement considéré comme le prince de l’opéra-comique et, malgré un livret peu goûté, sa première expérience dans le genre sérieux, Céphale et Procris ou l’Amour conjugal (1773), avait connu des critiques dithyrambiques concernant la qualité musicale.

## Composition
Pour adapter la pièce, Grétry doit revoir les règles qui régissent la tragédie et Pitra devra retrancher le texte, voire ajouter des vers, ce qui lui vaudra quelques critiques. L’opéra est néanmoins écrit en trente jours. C’est surtout Devismes qui rencontrera des difficultés. En 1778, les Comédiens français réussissent à faire interdire les représentations, considérant que le texte de Racine restait la propriété de leur institution. Il faut attendre juin 1780, et Antoine Dauvergne, désormais à la tête de l’Académie royale de musique, pour qu’Andromaque soit jouée. La création était prévue au mois d’avril, ouverture de la saison, mais c’était sans compter sur Rosalie Levasseur, alors souffrante, et sur les ballets non encore achevés qui obligèrent à repousser la première. Puis, les membres du corps de ballet choisirent de faire entendre leur revendication à ce moment, et négligèrent leurs interventions, pourtant peu nombreuses, par la mauvaise grâce qu’ils y mettaient, ce qui poussa Dauvergne à se plaindre à la Cour dans une lettre du 2 avril 1781.
Le succès d’Andromaque fut d’ailleurs mitigé : la surreprésentation des chœurs dans l’œuvre, la quasi absence de divertissements au sein de l’œuvre et le dénouement trop tragique pour l’Académie royale sont les principales critiques qui ont contraint Grétry et son librettiste à revoir le dernier acte qui s’achevait désormais par un mariage. En 1781, la reprise d’Andromaque fut un succès, néanmoins interrompu quelques semaines plus tard par l’incendie de l’Académie et la destruction de la plupart des décors et costumes, faisant disparaître l’œuvre de l’affiche jusqu’à très récemment
Friedrich Melchior Grimm, faisant la critique de l’œuvre et de la mode de l’époque qui consiste à transposer des tragédies en opéra, décrit la représentation de l’époque dans la Correspondance littéraire : 

« Melle Le Vasseur a rempli le rôle d’Andromaque avec son intelligence accoutumée ; mais il n’y a personne qui n’ait éprouvé le sentiment de Pyrrhus pour Melle Duplan dans celui d’Hermione ; elle l’a crié faux d’un bout à l’autre. Le sieur Larrivée a rendu le rôle d’Oreste avec assez de chaleur ; et s’il faut avouer que le sieur Legros a paru encore plus embarrassé que de coutume dans celui de Pyrrhus, il faut ajouter aussi qu’il n’y a presque rien à chanter pour sa belle voix dans ce triste rôle. »

## Discographie
- 2010 : Hervé Niquet (dir.), Karine Deshayes (Andromaque), Sébastien Guèze (Pyrrhus), Maria Riccarda Wesseling (Hermione), Tassis Christoyannis (Oreste), Chœur et Orchestre du Concert Spirituel et Les Chantres du Centre de musique baroque de Versailles - Glossa.